# La Finca, Oaxaca
La Finca är en ort i Mexiko.   Den ligger i kommunen Huautla de Jiménez och delstaten Oaxaca, i den sydöstra delen av landet, 290 km sydost om huvudstaden Mexico City. La Finca ligger 1 343 meter över havet och antalet invånare är 234.
Terrängen runt La Finca är kuperad åt nordväst, men åt sydost är den bergig. Runt La Finca är det ganska tätbefolkat, med 120 invånare per kvadratkilometer. Närmaste större samhälle är Huautla de Jiménez, 10,5 km väster om La Finca. I omgivningarna runt La Finca växer i huvudsak städsegrön lövskog.